# Христо Тютюнджиев
Христо (Ичо) Тютюнджиев е български възрожденски общественик, участник в църковно-националните борби в Македония през XIX век.

## Биография
Той е един от градските първенци на южномакедонския български град Кукуш, тогава в Османската империя (днес Килкис, Гърция), които под водачеството на Нако С. Станишев се борят против гръцкото духовенство и успяват да направят Кукуш първия български град с православен български владика. Кузман Шапкарев го поставя сред най-близките съратници на Нако Станишев редом с Димитър Миладинов, Атанас Гърков, Нако Станишев Кюркчията и Атанас Кушовалията.
В началото на 1858 г. кукушани пишат махзар (оплакване) до митрополит Неофит Солунски против подчинения му епископ Мелетий Поленински. Представител при процеса е Нако С. Станишев с помощници Атанас Гърков и Христо Тютюнджиев. През 1859 г. при преговорите с Патриаршията за избягване на унията мнението на Христо Тютюнджиев по отношение на бъдещия владика се оказва много важно.

## Фамилия
Син на Христо е Георги Тютюнджиев (1840 – 1894), който на свой ред участва в училищните и църковни дела в Кукуш. Сестрата на Ичо – Дона Тютюнджиева (1817 – 1906) се омъжва за Георги Станишев, техни внуци са д-р К. Станишев и проф. Ал. Станишев.